# Casserres
Casserres település Spanyolországban, Barcelona tartományban. Lakosainak száma 1676 fő (2024).

## Földrajza
Casserres Avià, Olvan, Gironella, Puig-reig, Viver i Serrateix, Montclar és L’Espunyola községekkel határos.

## Népesség
A település lakosságának változását az alábbi diagram mutatja:
| Lakosok száma | 523  | 1002 | 1906 | 1985 | 1783 | 1524 | 1590 | 1569 | 1608 | 1676 |
|               | 1717 | 1887 | 1936 | 1960 | 1986 | 2004 | 2009 | 2014 | 2019 | 2024 |